# Cyclostrema huesonicum
Cyclostrema huesonicum är en snäckart som först beskrevs av Dall 1927.  Cyclostrema huesonicum ingår i släktet Cyclostrema och familjen turbinsnäckor. Inga underarter finns listade i Catalogue of Life.